# Resolutie 862 Veiligheidsraad Verenigde Naties
Resolutie 862 van de Veiligheidsraad van de Verenigde Naties werd op 31 augustus 1993 unaniem aangenomen. De resolutie stuurde een voorhoede van een dertigtal man naar Haïti om de komst van een VN-vredesmacht voor te bereiden. Die operatie, UNMIH, werd met de volgende resolutie opgericht.

## Achtergrond
Na decennia onder dictatoriaal bewind won Jean-Bertrand Aristide in december 1990 de verkiezingen in Haïti. In september 1991 werd hij met een staatsgreep verdreven. Nieuwe verkiezingen werden door de internationale gemeenschap afgeblokt waarna het land in de chaos verzonk. Na Amerikaanse bemiddeling zou Aristide in 1994 in functie worden hersteld.

## Inhoud
De Veiligheidsraad:
- herinnert aan de resoluties 841 en 861;
- herinnert ook aan het akkoord tussen de president van Haïti en de bevelhebber van diens leger en de brief van de president aan secretaris-generaal Boutros Boutros-Ghali;
- looft de inspanningen van de Speciale Gezant voor Haïti;
- bemerkt punt °5 van het akkoord dat vraagt om internationale hulp bij de modernisering van het Haïtiaanse leger en de oprichting van een nieuwe politiemacht;
- bevestigt de internationale gemeenschaps verbintenis om de crisis in Haïti op te lossen, waaronder het herstel van de democratie;
- herinnert aan de situatie in Haïti en de verantwoordelijkheid van de Veiligheidsraad voor de internationale vrede en veiligheid;

1. neemt nota van het rapport van de secretaris-generaal dat hulp van de VN aanbeveelt bij de modernisering van het Haïtiaanse leger en de oprichting van een nieuwe politiemacht onder een VN-missie in Haïti;
2. keurt het sturen van een voorhoede van niet meer dan dertig man ter voorbereiding van een VN-missie goed;
3. beslist dat het mandaat van dat team binnen een maand afloopt;
4. kijkt uit naar het rapport van de secretaris-generaal over de kosten, het bereik, een tijdsschema, de geplande afloop en de coördinatie met de OAS van een eventuele VN-missie;
5. verzoekt de secretaris-generaal om met Haïti in gesprek te gaan over een status of mission-akkoord;
6. besluit om op de hoogte te blijven.

## Verwante resoluties
- Resolutie 841 Veiligheidsraad Verenigde Naties
- Resolutie 861 Veiligheidsraad Verenigde Naties
- Resolutie 867 Veiligheidsraad Verenigde Naties
- Resolutie 873 Veiligheidsraad Verenigde Naties

Lijst ·  800 ·  801 ·  802 ·  803 ·  804 ·  805 ·  806 ·  807 ·  808 ·  809 ·  810 ·  811 ·  812 ·  813 ·  814 ·  815 ·  816 ·  817 ·  818 ·  819 ·  820 ·  821 ·  822 ·  823 ·  824 ·  825 ·  826 ·  827 ·  828 ·  829 ·  830 ·  831 ·  832 ·  833 ·  834 ·  835 ·  836 ·  837 ·  838 ·  839 ·  840 ·  841 ·  842 ·  843 ·  844 ·  845 ·  846 ·  847 ·  848 ·  849 ·  850 ·  851 ·  852 ·  853 ·  854 ·  855 ·  856 ·  857 ·  858 ·  859 ·  860 ·  861 ·  862 ·  863 ·  864 ·  865 ·  866 ·  867 ·  868 ·  869 ·  870 ·  871 ·  872 ·  873 ·  874 ·  875 ·  876 ·  877 ·  878 ·  879 ·  880 ·  881 ·  882 ·  883 ·  884 ·  885 ·  886 ·  887 ·  888 ·  889 ·  890 ·  891 ·  892